# Ærø Avis
Ærø Avis, grundlagt 1859, var et dansk dagblad, der blev udgivet frem til 1963.
Avisen blev overflyttet fra Ærøskøbing og i redaktionen var typograf Henrik Andersen fra 1859 til 1886. Derefter overtog Andersens svigersøn, tobaksfabrikant C.F. Petersen frem til 1891. De næste par år, var Hugo Høgsted redaktør, hvorefter Hans Peter Tollesen overtog stillingen fra 1892 til 1894. Derefter var journalist August L. Findling redaktør fra 1895 frem til 1912

## Historie
Andersen have store problemer med at holde avisen over vande, men med støtte fra borgerne lykkedes det at avisen at undgå ophør. I 1880'erne kom der lokal konkurrence fra et egentligt venstreblad, som gjorde, at Ærø Avis gennemgik en krise og flyttede derefter avisen til Marstal, som var mere driftigt. Under Finding oplevede avisen fremgang efter at være flyttet, men blev alligevel aflægger i 1912.
Avisens trykkeriordning med Svendborg fra 1912 var utilfredsstillende i længen og avisen var under 1. Verdenskrig presset af venstreblandende. Avisen bevarede dog nogenlunde sin oprindelige styrke og kunne fra 1925 igen udgå som selvstændigt lokalt blad. 

## Navnevarianter
- Ærø Avis (1891-1963)
- Ærø Avis. Kongelig privilegeret Adresse., Politisk og Avertissements-Tidende (1859-1891)